# Leptoteratura cemande
Leptoteratura cemande är en insektsart som beskrevs av Andrej Vasiljevitj Gorochov 2008. Leptoteratura cemande ingår i släktet Leptoteratura och familjen vårtbitare. Inga underarter finns listade i Catalogue of Life.